# Ignaz Franz von Mosel
Ignaz Franz von Mosel (Viena, 1 d'abril de 1772 - 8 d'abril de 1844) fou un destacat crític musical i historiador de la música austríac.
Als set anys començà l'estudi de violí, que alternà amb el piano, composició, etc., sense descuidar tampoc els estudis literaris. Va desenvolupar diferents càrrecs a la cort, entre els quals els de bibliotecari de l'emperador i segon director dels teatres imperials. També fou conseller àulic, i el 1818 rebé un títol nobiliari.
Deixà una gran nombre d'òperes, obertures, himnes, cantates, salms, etc., però aquestes composicions resten mancades de valor. Són molt més apreciables les seves obres de crítica o d'història musical, com les titulades; Versuch einer Aesthetik des dramatischen Tonsatzes (1813), Ueber das Leben und die Werke des Anton Salieri (1827), Ueber die Originalpartitur des Rèquiems vom W. A. Mozart (1829), Geschichte der Hofbibliothek zu Wien (1835), i Die Tonkunst in Wien während der letzren füng Dezennien.